# ワギャン
ワギャンとは、ナムコ（後のバンダイナムコゲームス）のエレメカのタイトル、およびその主役の怪獣型キャラクター。
檻の中に収められた、3頭身程度にデフォルメかつロボット風にデザインされた怪獣「ワギャン」に向かって叫ぶと、怪獣がその声の音量次第で異なる喋りをする、というものだった。
後に、ワギャンを主役にしたテレビゲーム「ワギャンランド」シリーズが発売された。
また、ファミスタシリーズに、架空チームナムコスターズの3番セカンドとして登場したこともあった（投手を務めている作品もある）。

## おもちゃ
1987年11月5日には、一般向けにおもちゃとして発売された。
檻の下の本体に電池駆動のマイクがあり、これに向かって声をかけると、その音量によって
1. 「バーカ、ケケケケ」
2. 「何だようるさいなー」
3. 「やったな！ゴホッゴホッゴホッ」

という3種類の音声が再生され、同時にモーターによるギア仕掛けで人形が動く。音声はPCMのROMで再生され、「クチの減らない怪獣」という触れ込みで発売されていた。
同時に「ワギャナイザー」というおもちゃも発売された。